# 羅斯普達河
53°54′27″N 22°54′40″E / 53.9076°N 22.9110°E

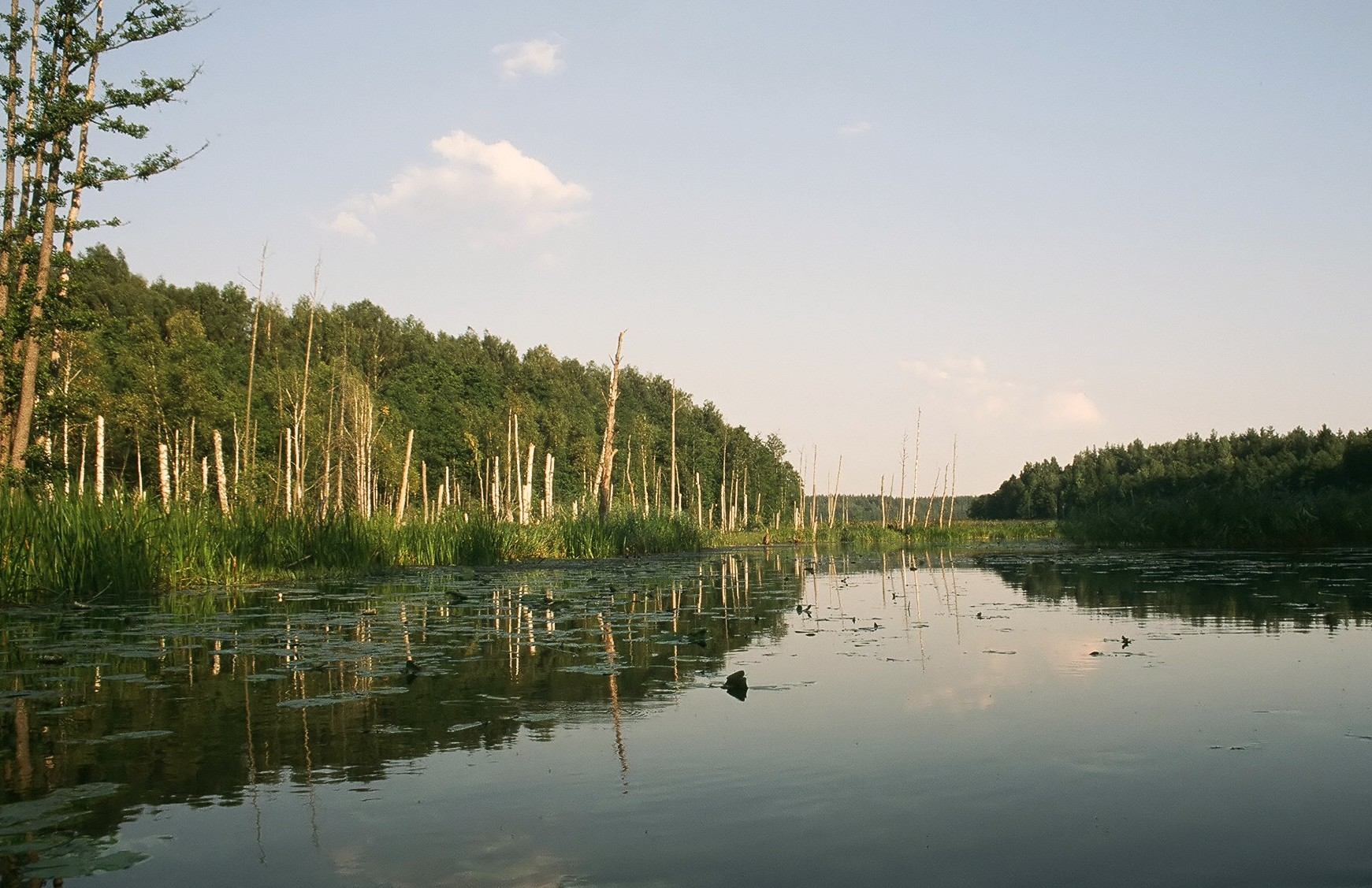

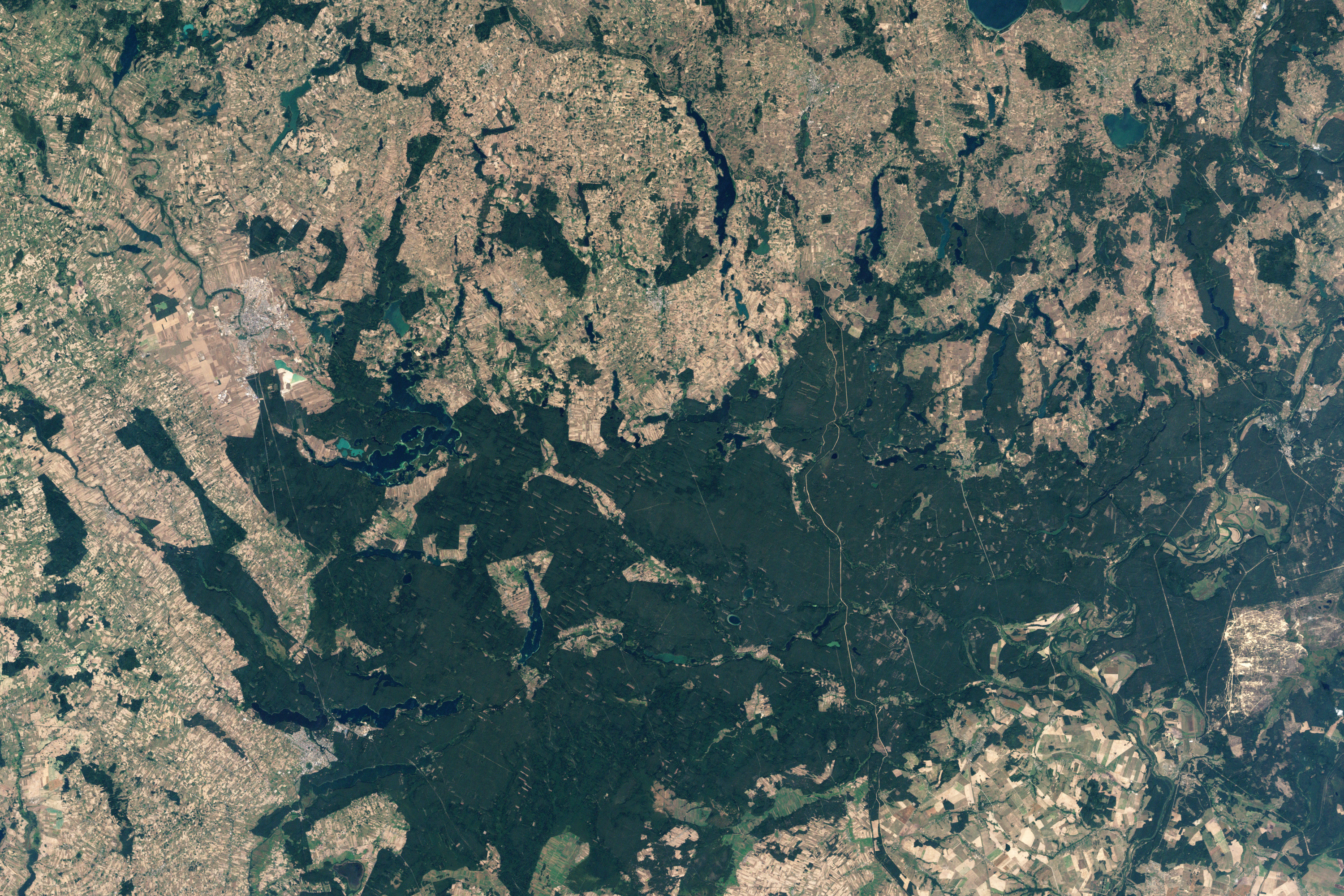

羅斯普達河（波蘭語：Rospuda）是波蘭的河流，位於該國東北部，處於波德拉謝省，河道全長102公里，流域面積900平方公里，河口處在奧古斯圖夫以北。